# 开普勒90h
克卜勒90h（Kepler-90h）是環繞天龍座恆星克卜勒90的太陽系外行星，發現於2013年11月。

## 行星狀態
克卜勒90h被認為是類木行星。它的半徑是木星的1.14倍，表面平衡溫度292°K。並且是克卜勒90系統中距離母恆星最遠的行星。